# Полет 705 на „Федерал Експрес“
Полет 705 на „Федерал Експрес“ е вътрешен товарен полет от международното летище „Мемфис“, Мемфис, Тенеси, до международното летище „Сан Хосе Норман Й. Минета“, Сан Хосе, Калифорния, Съединените американски щати, управляван от „Федерал Експрес“. На 7 април 1994 г. самолетът „Макдонъл Дъглас DC-10-30F“, който изпълнява полета и натоварен с електронно оборудване, е обект на опит за отвличане от Обърн Р. Калоуей – служител на „Федерал Експрес“, който е изправен пред възможно уволнение, защото преди това подава невярна информация относно своя брой летателни часове.
Обърн Р. Калоуей се качва на борда като служител на компанията, за да бъде превозен до друга дестинация. Той планира да разбие самолета и като служител на компанията, загинал при злополука, семейството му да получи обезщетение на стойност 2,5 милиона щ. д. от застраховка живот. Той прави опит да изключи записващото устройство в пилотската кабина преди излитане, но бордният инженер забелязва и го включва отново. По време на полета похитителят се опитва да убие екипажа с чукове, така че нараняванията им да изглеждат като злополука, отколкото като отвличане. Въпреки получените наранявания екипажът отблъсква нападателя, неутрализира го и приземява самолета безопасно.
След кацане полиция и спешен екип се качват на машината, където откриват пилотската кабина покрита с кръв, и арестуват Обърн Р. Калоуей. Той и екипажът на самолета са отведени в болница. По време на процеса срещу нападателя защитата твърди, че той има психични проблеми, но въпреки това получава доживотна присъда без право на замяна. Асоциацията на пилотите на въздушни линии награждава целия екипаж със златен медал за героизъм, най-високото отличие, което цивилен пилот може да получи, но поради сериозността на получените наранявания никой от него не получава повторно право да лети.